# The Charge of the Light Brigade
|  | For filmen af samme navn, se The Charge of the Light Brigade (film fra 1912) |
The Charge of the Light Brigade er et fortællende digt af Lord Tennyson i 1854. Digtet handler om de katastrofale følger af Den Lette Brigades angreb på de russiske linjer under slaget ved Balaklava, som var en del af Krimkrigen. 
Tennysons digt, der blev trykt den 9. december 1854 i den engelske avis The Examiner, priser det mod og den offervilje, som de engelske soldater udviste: "When can their glory fade? O the wild charge they made!". At fædrelandet er langt over det enkelte individs liv, står klart, når man ser sætningen: "Not tho' the soldier knew, someone had blunder'd… Charging an army, while all the world wonder'd." 
Digtet blev ifølge Tennysons barnebarn sir Charles Tennyson nedskrevet på få minutter efter, at hans farfar havde læst om Krimkrigen i den engelske avis The Times. Digtet opnåede enorm popularitet, og det blev endda delt ud som flyveblad til de kæmpende engelske soldater.
Hvert vers beskriver en del af den samlede historie, og der er en hårfin balance mellem storladenhed og brutalitet i hele digtet. Selv om digtets emne er det ædle i at tjene sit land, og digtets rytme er opildnende, så er skildringen af krigens forfærdeligheder direkte: "cannon to right of them, cannon to left of them, cannon in front of them, volley'd and thunder'd". Med "into the valley of Death" henviser Tennyson til "Skal jeg end vandre i Dødsskyggens Dal" (På engelsk:"the shadow of the valley of Death") som er en berømt passage i Biblens Salme 23; skriftstedet var dengang som nu fast ritual til begravelser.

## I populærkulturen
I filmen Saving Private Ryan citerer Corporal Upham en linje fra digtet,: " Ours not to reason why" med reference til soldaternes søgen efter menig Ryan. 
I tv-serien Rap Fyr i L.A bliver digtet dramatisk læst op af butleren Geoffrey.
I 6. sæson af Star Trek: Deep Space Nine reciterer to af hovedpersonerne, Chief O'Brien og dr. Bashir, 3. vers før de de indtræder på slagmarken.